# Frans Marie Bloemen
Frans Marie Bloemen (Den Haag, 2 augustus 1920) is een Nederlands voormalige politicus van de KVP.
Hij werd geboren als zoon van Jacobus Joseph Bloemen (1889-1969) en Johanna Catharina Theresia Maria van der Maden (1890-1967). Zijn vader was hoofd van de dermatologische afdeling van het gemeenteziekenhuis in Rotterdam en mede-oprichter van Memisa. F.M. Bloemen is afgestudeerd in de rechten en was ambtenaar bij de gemeentesecretarie van Mijdrecht voor hij begin 1960 benoemd werd tot burgemeester van Teteringen. Twaalf jaar later werd bekend dat hij per 1 februari 1972 om persoonlijke redenen ontslag had aangevraagd. Later ging hij in Asten wonen.